# Californisk gedeblad
Californisk gedeblad (Lonicera ledebourii) er en løvfældende busk med en tragtformet, stivgrenet og åben vækstform. Californisk gedeblad er giftig i alle dele, også bærrene.

## Beskrivelse
Barken er først rødbrun (grøn på skyggesiden) og håret. Senere bliver den grålig, glat og lidt stribet. Gamle grene kan få bark, der skaller af i strimler. Knopperne er modsatte, tilliggende og store. Bladene er elliptiske, hårklædte (senere næsten glatte) og helrandede. Oversiden er mørkegrøn, og undersiden er lysegrøn. 
Busken blomstrer i maj-juni. Blomsterne sidder parvist i bladhjørnerne. De er rørformede og gule. Frugterne er kuglerunde, sorte bær med mørkerøde støtteblade. Frøene modner ikke ordentligt her i landet, måske fordi busken er selvsteril.
Rodnettet består af tætforgrenede, kraftige hovedrødder, der når langt ud og dybt ned. Nedliggende grene slår rod.
Højde x bredde og årlig tilvækst: 4 × 2 m (30 × 15 cm/år).

## Hjemsted
Californisk gedeblad vokser på fugtige steder på vestvendte bjergskråninger i det mellemste og nordlige Californien, hvor den danner krat og skovbryn sammen med bl.a. Cornus cericea, Corylus cornuta, hvid snebær, Rosa nutkana og vinløn.

## Anvendelse
Californisk gedeblad bruges til underplantning i gamle, bestående læplantninger (f.eks. de døende Hvidgran-hegn).
Den tåler megen skygge og vind, og den klarer sig i kystnært klima. Den trives på alle jordtyper, undtagen på sur, tørveholdig jord. 
| Portal | Portal:Botanik |